# Lista över mest sålda Xbox 360-spel

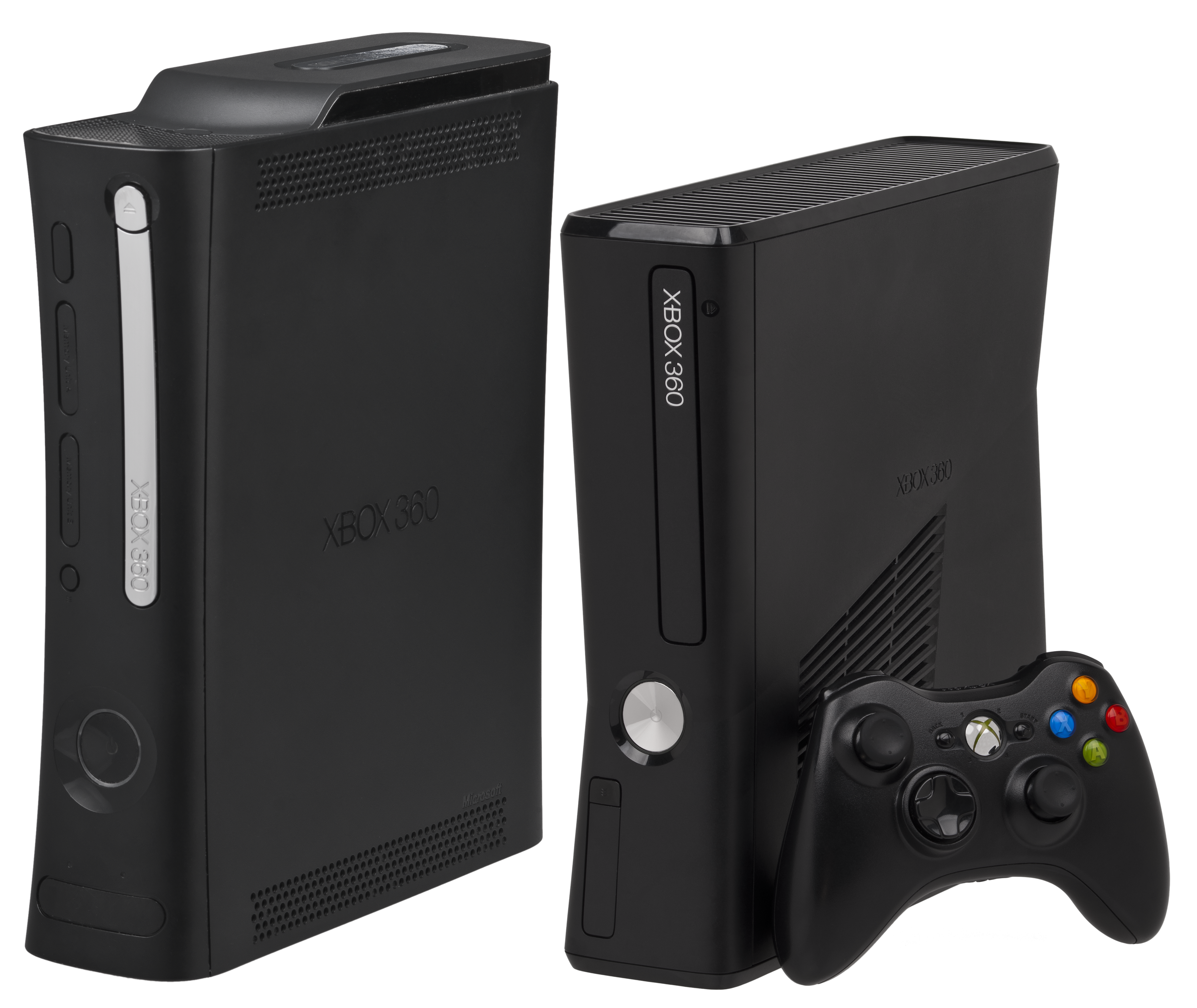
Xbox 360 Elite och Xbox 360 S konsolerna.

Detta är en lista över Xbox 360-spel som har sålts i mer än en miljon exemplar, sorterade efter antalet sålda exemplar. Vissa spel kan också ha släppts på andra plattformar än Xbox 360, i vilket fall bara försäljningssiffror från Xbox 360-versionerna räknas. Det finns också vissa spel som inte listats som ingick i Kinect-förpackningar.
| Titel                                          | Sålda exemplar                                                 | Försäljningsandelar | Släppdatum                                                                         | Genre                             | Utvecklare                             | Utgivare                                  |
| ---------------------------------------------- | -------------------------------------------------------------- | --- | ---------------------------------------------------------------------------------- | --------------------------------- | -------------------------------------- | ----------------------------------------- |
| Kinect Adventures!                             | 24 miljoner[a]                                                 | i.u. | NA: 4 november 2010 EU: 10 november 2010 AUS: 18 november 2010                     | Sportspel                         | Good Science Studio                    | Microsoft Studios                         |
| Call of Duty: Modern Warfare 3                 | 14,54 miljoner                                                 | i.u. | 8 november 2011                                                                    | Förstapersonsskjutare             | Infinity Ward                          | Activision                                |
| Halo 3                                         | 14,5 miljoner                                                  | i.u. | NA: 25 september 2007 AUS: 25 september 2007 EU: 26 september 2007                 | Förstapersonsskjutare             | Bungie                                 | Microsoft                                 |
| Grand Theft Auto V                             | 14,49 miljoner                                                 | i.u. | WW: 17 september 2013                                                              | Sandlådespel                      | Rockstar North                         | Rockstar Games                            |
| Call of Duty: Black Ops                        | 14,35 miljoner                                                 | i.u. | WW: 9 november 2010JP: 18 november 2010(Sub) JP: 16 december 2010(Dub)             | Förstapersonsskjutare             | Treyarch                               | Activision                                |
| Call of Duty: Modern Warfare 2                 | 13,41 miljoner                                                 | | 10 november 2009 JP: 10 december 2009                                              | Förstapersonsskjutare             | Infinity Ward                          | Activision JP: Square Enix                |
| Call of Duty: Black Ops II                     | 13,40 miljoner                                                 | i.u. |                                                                                    | Förstapersonsskjutare             | Treyarch                               | Activision                                |
| Minecraft: Xbox 360 Edition                    | 13 miljoner[c]                                                 | i.u. | WW: 9 maj 2012                                                                     | Sandlådespel                      | Mojang/4J Studios                      | Microsoft                                 |
| Grand Theft Auto IV                            | 10,91 miljonerr                                                | | 29 april 2008                                                                      | Actionäventyr                     | Rockstar North                         | Rockstar Games                            |
| Halo: Reach                                    | 9,74 miljoner                                                  | | 14 september 2010                                                                  | Förstapersonsskjutare             | Bungie                                 | Microsoft                                 |
| Call of Duty: Ghosts                           | 9,74 miljoner                                                  | | 5 november 2007                                                                    | Förstapersonsskjutare             | Infinity Ward                          | Activision                                |
| Halo 4                                         | 9,48 miljoner                                                  | i.u. | 6 november 2012 JP: 8 november 2012                                                | Förstapersonsskjutare             | 343 Industries                         | Microsoft Studios                         |
| Call of Duty 4: Modern Warfare                 | 9,20 miljoner                                                  | | 5 november 2007                                                                    | Förstapersonsskjutare             | Infinity Ward                          | Activision                                |
| The Elder Scrolls V: Skyrim                    | 8,47 miljoner                                                  | | 11 november 2011                                                                   | Datorrollspel                     | Bethesda Game Studios                  | Bethesda Softworks                        |
| Battlefield 3                                  | 7,27 miljoner                                                  | | i.u.                                                                               | Förstapersonsskjutare             | EA Digital Illusions CE                | Electronic Arts                           |
| Call of Duty: World at War                     | 7,24 miljoner                                                  | |                                                                                    | Förstapersonsskjutare             | Treyarch                               | Activision                                |
| Halo 3: ODST                                   | 6,31 miljoner                                                  | i.u. |                                                                                    | Förstapersonsskjutare             | Bungie                                 | Microsoft                                 |
| Red Dead Redemption                            | 6,2 miljoner                                                   | |                                                                                    | Actionäventyr                     | Rockstar North/Rockstar San Diego      | Rockstar Games                            |
| Gears of War                                   | 5,88 miljoner[b]                                               | i.u. | NA: 7 november 2006 EU: 17 november 2006 AUS: 23 november 2006 JP: 18 januari 2007 | Tredjepersonsskjutare             | Epic Games                             | Microsoft                                 |
| Fable III                                      | 5,06 miljoner                                                  | i.u. |                                                                                    | Actionrollspel                    | Lionhead Studios                       | Microsoft                                 |
| Gears of War 2                                 | 5 miljoner                                                     | i.u. | WW: 7 november 2008JP: 30 juli 2009                                                | Tredjepersonsskjutare             | Epic Games                             | Microsoft                                 |
| Batman: Arkham City                            | 4,63 miljoner                                                  | | 18 oktober 2011                                                                    | Actionäventyr                     | Rocksteady Studios                     | Warner Bros. Interactive Entertainment    |
| The Elder Scrolls IV: Oblivion                 | 4,3 miljoner                                                   | |                                                                                    | Datorrollspel                     | Bethesda Game Studios                  | 2K Games                                  |
| Fable II                                       | 3,5 miljoner                                                   | i.u. |                                                                                    | Actionrollspel                    | Lionhead Studios                       | Microsoft                                 |
| Gears of War 3                                 | 3 miljoner                                                     | i.u. | NA/PAL: 20 september 2011JP: 22 september 2011                                     | Tredjepersonsskjutare             | Epic Games                             | Microsoft Studios                         |
| Kinect Sports                                  | 3 miljoner                                                     | i.u. | 4 november 2010                                                                    | Sportspel                         | Rare                                   | Microsoft                                 |
| Forza Motorsport 2                             | 2,674 miljoner                                                 | - 2,23 miljoner i USA - 31 255 och 100 591 Platinum Collection i Japan - 12 600 i Kanada - 300 000 i Storbritannien                  |                                                                                    | Racingspel                        | Turn 10 Studios                        | Microsoft                                 |
| Assassin's Creed                               | 2.585 miljoner                                                 | - 1,87 miljoner i USA - 60 000 i Kanada - 55 261 i Japan - 600 000 i Storbritannien                                                  |                                                                                    | Actionäventyr                     | Ubisoft Montreal                       | Ubisoft                                   |
| Dance Central                                  | 2,5 miljoner                                                   | i.u. |                                                                                    | Dansspel                          | Harmonix                               | Microsoft                                 |
| Marvel: Ultimate Alliance                      | 2,08 miljoner                                                  | i.u. |                                                                                    | Actionrollspel                    | Raven Software                         | Activision Vivendi Games JP: Interchannel |
| Uno                                            | 2,068 miljoner[c]                                              | i.u. |                                                                                    | Kortspel                          | Carbonated Games                       | Microsoft                                 |
| Dead Rising                                    | 2 miljoner                                                     | i.u. |                                                                                    | Actionäventyr                     | Capcom                                 | Capcom                                    |
| Forza Motorsport 3                             | 2 miljoner                                                     | i.u. |                                                                                    | Racingspel                        | Turn 10 Studios                        | Microsoft                                 |
| Guitar Hero II                                 | 2 miljoner                                                     | i.u. | 4 november 2010                                                                    | Musikspel                         | Harmonix                               | Activision                                |
| Saints Row                                     | 2 miljoner                                                     | i.u. |                                                                                    | Actionäventyr                     | Volition                               | THQ                                       |
| Assassin's Creed II                            | 1,917 miljoner                                                 | - 1,577 miljoner i USA - 40 837 i Japan - 300 000 i Storbritannien                                                                   |                                                                                    | Actionäventyr                     | Ubisoft Montreal                       | Ubisoft                                   |
| Madden NFL 09                                  | 1,87 miljoner i USA                                            | i.u. |                                                                                    | Sportspel                         | EA Tiburon                             | EA Sports                                 |
| Rock Band                                      | 1,75 miljoner                                                  | - 1,65 miljoner i USA - 100 000 i Storbritannien                                                                                     |                                                                                    | Musikspel                         | Harmonix                               | MTV Games                                 |
| Madden NFL 07                                  | 1,72 miljoner i USA                                            | i.u. |                                                                                    | Sportspel                         | EA Tiburon                             | EA Sports                                 |
| Guitar Hero III: Legends of Rock               | 1,652 miljoner                                                 | - 1,32 miljoner i USA - 32 000 i Kanada - 300 000 i Storbritannien                                                                   |                                                                                    | Musikspel                         | Neversoft                              | Activision                                |
| Mass Effect 2                                  | 1,6 miljoner sålda, 2 million skeppade; inklusive PC-versionen | i.u. |                                                                                    | Actionrollspel                    | BioWare                                | Electronic Arts                           |
| Mass Effect                                    | 1,6 miljoner                                                   | i.u. |                                                                                    | Actionrollspel                    | BioWare                                | Microsoft                                 |
| Tom Clancy's Rainbow Six: Vegas                | 1,591 miljoner                                                 | - 1,27 miljoner i USA, - 18 592 och 2 731 Platinum Collection i Japan - 300 000 i Storbritannien                                     |                                                                                    | Taktiskt skjutspel                | Ubisoft Montreal                       | Ubisoft                                   |
| Call of Duty 3                                 | 1,534 miljoner                                                 | - 1,22 miljoner i USA - 14 194 i Japan - 300 000 i Storbritannien                                                                    |                                                                                    | Förstapersonsskjutare             | Treyarch                               | Activision                                |
| Fallout 3                                      | 1,51 miljoner                                                  | - 1,14 miljoner i Nordamerika - 63 548, 6 681 Game of the Year edition och 4 262 Platinum Edition i Japan - 300 000 i Storbritannien |                                                                                    | Actionrollspel                    | Bethesda Game Studios                  | Bethesda Softworks                        |
| Madden NFL 08                                  | 1,51 miljoner i USA                                            | i.u. |                                                                                    | Sportspel                         | EA Tiburon                             | EA Sports                                 |
| BioShock                                       | 1,5 miljoner                                                   | i.u. |                                                                                    | Förstapersonsskjutare             | Irrational Games                       | 2K Games                                  |
| Crackdown                                      | 1,5 miljoner                                                   | i.u. |                                                                                    | Tredjepersonsskjutare             | Realtime Worlds                        | Microsoft                                 |
| Lost Planet: Extreme Condition                 | 1,5 miljoner                                                   | i.u. |                                                                                    | Tredjepersonsskjutare             | Capcom                                 | Capcom                                    |
| Perfect Dark Zero                              | 1,5 miljoner                                                   | i.u. |                                                                                    | Förstapersonsskjutare             | Rare                                   | Microsoft                                 |
| Resident Evil 5                                | 1,423 miljoner                                                 | - 1,06 miljoner i USA - 123 817 i Japan - 200 000 i Storbritannien, - 40 135 i Frankrike                                             |                                                                                    | Survival horror                   | Capcom                                 | Capcom                                    |
| Tom Clancy's Ghost Recon Advanced Warfighter   | 1,411 miljoner                                                 | - 1,2 miljoner i USA - 8 903 och 1 622 Platinum Collection i Japan - 200 000 i Storbritannien                                        |                                                                                    | Taktiskt skjutspel                | Ubisoft Paris, Red Storm Entertainment | Ubisoft                                   |
| Call of Duty 2                                 | 1,4 miljoner                                                   | i.u. |                                                                                    | Förstapersonsskjutare             | Infinity Ward                          | Activision                                |
| Fight Night Round 3                            | 1,29 miljoner                                                  | - 1,19 miljoner i USA - 100 000 i Storbritannien - 1 132 i Japan                                                                     |                                                                                    | Sportspel                         | EA Chicago                             | EA Sports                                 |
| Trials HD[c]                                   | 1,29 miljoner                                                  | i.u. |                                                                                    | Racingspel, pusselspel            | RedLynx                                | Microsoft                                 |
| UFC 2009 Undisputed                            | 1,23 miljoner                                                  | - 1,03 miljoner i USA - 200 000 i Storbritannien                                                                                     |                                                                                    | Sportspel                         | Yuke's Osaka                           | THQ                                       |
| Guitar Hero World Tour                         | 1,124 miljoner                                                 | - 924 000 i USA - 200 000 i Storbritannien                                                                                           |                                                                                    | Musikspel                         | Neversoft                              | Activision                                |
| Star Wars: The Force Unleashed                 | 1,123 miljoner                                                 | - 923 000 i USA - 200 000 i Storbritannien                                                                                           |                                                                                    | Actionspel                        | LucasArts                              | LucasArts                                 |
| Battlefield: Bad Company 2                     | 1,05 miljoner                                                  | - 825 500 i USA - 24 539 i Japan - 200 000 i Storbritannien                                                                          |                                                                                    | Förstapersonsskjutare             | EA Digital Illusions CE                | Electronic Arts                           |
| Rock Band 2                                    | 1,02 miljoner i USA                                            | i.u. |                                                                                    | Musikspel                         | Harmonix                               | MTV Games                                 |
| Dead or Alive 4                                | 1 miljon                                                       | i.u. |                                                                                    | Fightingspel                      | Team Ninja                             | Tecmo                                     |
| Halo Wars                                      | 1 miljon                                                       | i.u. |                                                                                    | Realtidsstrategi                  | Ensemble Studios                       | Microsoft                                 |
| Left 4 Dead                                    | 1 miljon                                                       | i.u. |                                                                                    | Förstapersonsskjutare             | Turtle Rock Studios/Valve Corporation  | Valve Corporation                         |
| Ninja Gaiden II                                | 1 miljon                                                       | i.u. |                                                                                    | Actionäventyr                     | Team Ninja                             | Tecmo                                     |
| The Orange Box                                 | 1 miljon                                                       | i.u. |                                                                                    | Förstapersonsskjutare, pusselspel | Valve Corporation                      | Valve Corporation                         |
| Tom Clancy's Ghost Recon Advanced Warfighter 2 | 1 miljon                                                       | i.u. |                                                                                    | Taktiskt skjutspel                | Red Storm Entertainment                | Ubisoft                                   |
| Viva Piñata                                    | 1 miljon                                                       | i.u. |                                                                                    | Simulationsdatorspel              | Rare                                   | Microsoft                                 |

- ^ a:Kinect-sensorn har sålt 24 miljoner exemplar sedan 12 februari 2013,[1] som var och en är paketerad med ett exemplar av Kinect Adventures.
- ^ b: Gears of War-försäljningen kan innehålla siffror från PC-versionen
- ^ c: Xbox Live Arcade-spel

Totalt antal Xbox 360-spel sålda sedan december 2009: 353,8 miljoner.